# 阿灵顿站 (波士顿)
阿灵顿站（英語：Arlington station）是波士顿轻轨绿线车站，车站位于波士顿公共花园西南角，博伊尔斯顿街与阿灵顿街路口。由于第一次世界大战的影响，阿灵顿站工程延期，未能在1914年与博伊尔斯顿隧道开放时与其他车站同时开放，车站于1921年竣工并正式启用。

## 历史

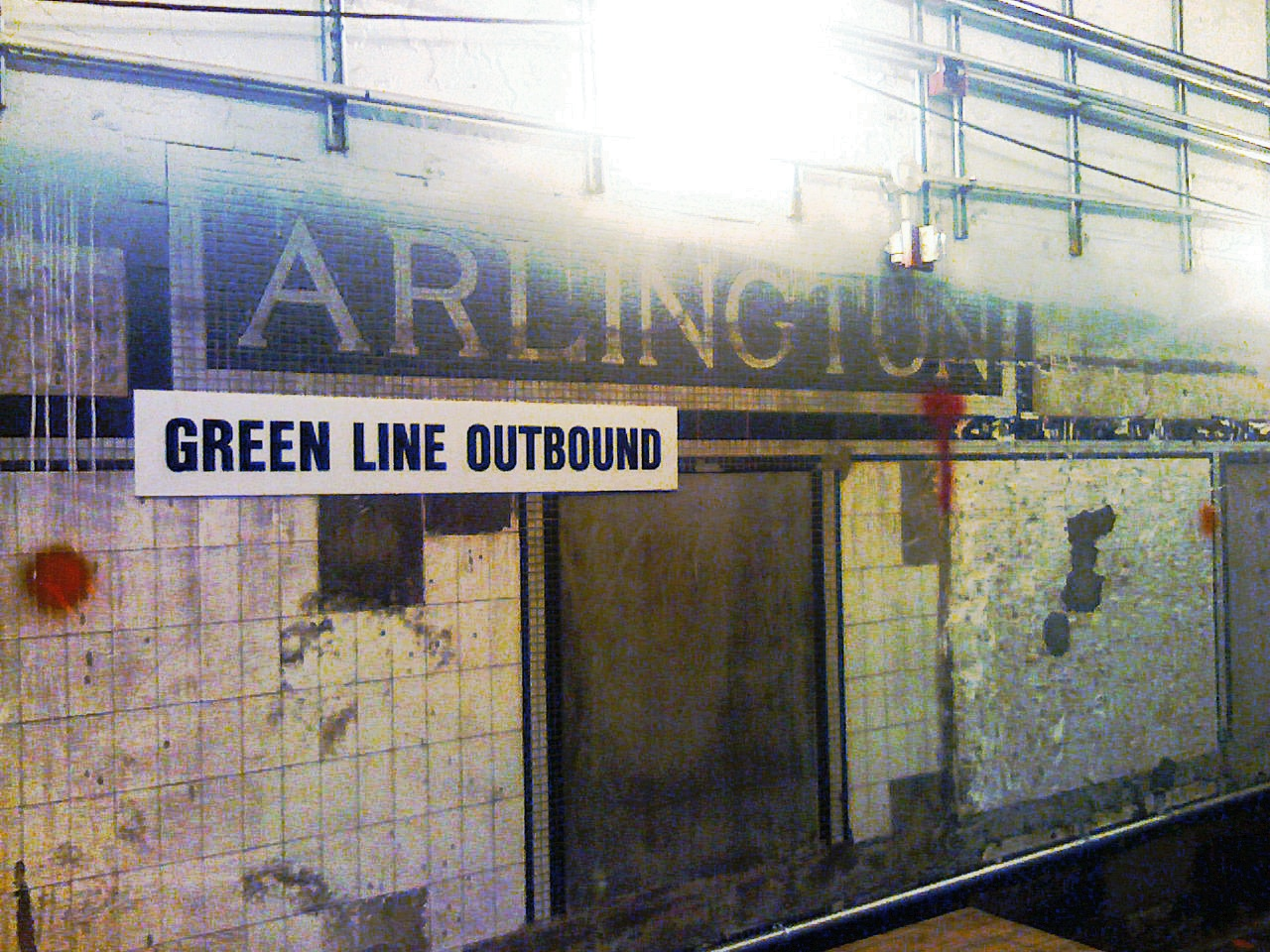
2006年底，车站墙壁上裸露的旧车站标志

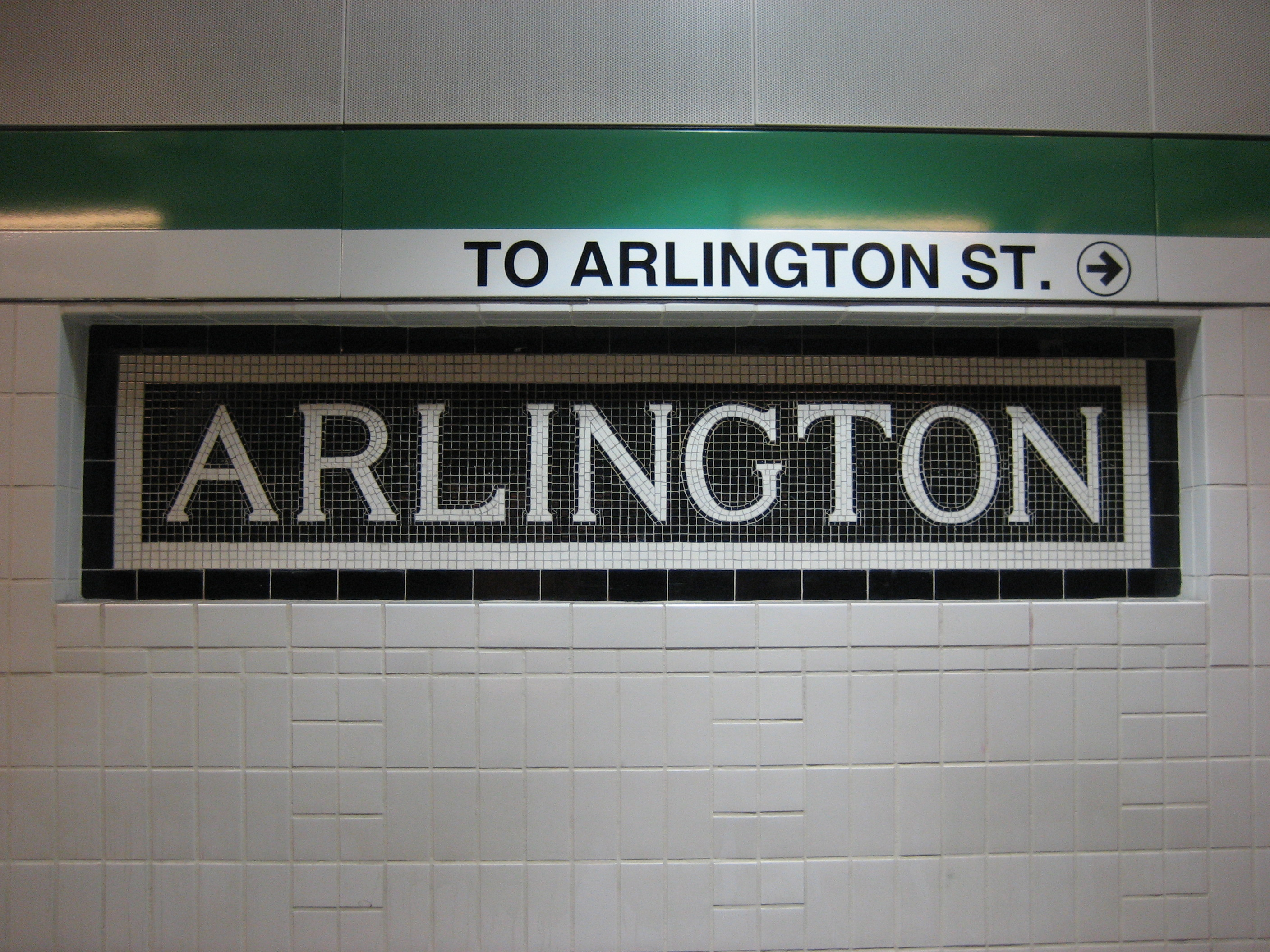
修复后的马赛克瓷砖车站标志

特里蒙特街地铁于1897年开放，在成功运营了一年后，公众强烈要求将地铁隧道沿着博伊尔斯顿街延伸至肯莫尔广场。1913年，在对阿灵顿街站进行挖掘施工时，于大约地下30米深处发掘出美國原住民在2000至3600年前建造的古代鱼堰遗迹。
后湾社区博伊尔斯顿街和特里蒙特街上的商户担心，地铁建成后博伊尔斯顿站与科普利站之间的公共交通更加顺畅，商店的客流量将减少。于是众多商户联合起来游说要求在阿灵顿街附近增加一个补充车站，但在波士顿架高铁路公司和州立法机构处碰壁。1915年，在波士顿时任市长詹姆斯·迈克尔·柯利的支持下，他们成功地让立法机构同意修建阿灵顿车站。
由于第一次世界大战的影响，阿灵顿站施工遭到延误，并于1921年开始启用。1967年，车站迎来了第一次翻新。1981年1月3日，轻轨线路遭到缩减，阿灵顿站在伯克利街的出口被关闭，保丁站和交响大厅站也被关闭。

### 20世纪60年代翻新
60年代末，马萨诸塞湾交通局对波士顿地区公共交通进行重组，并重新品牌化。剑桥七人联合会为波士顿的轨道交通线路分配了不同颜色以便人们更方便记忆，并在阿灵顿站做实验，测试了“棒棒糖”标志、涂色墙壁、入城出城标志、高对比度照片、入口彩带等现代化想法。在站台层，入城方向站台墙壁漆以红色和橙色暖色调颜色，出城方向站台墙壁用蓝色和绿色冷色调。翻新工程于1968年完成。

### 2006年-2009年翻新
2006年，马萨诸塞湾交通局宣布将再次翻新阿灵顿站、科普利站和肯莫尔站，将它们改造成无障碍车站。2006年11月22日，阿灵顿站主出入口关闭改造，并且计划至少关闭到2008年3月1日，主通道关闭期间，乘客只能通过曾经关闭的伯克利街出入口进出车站。阿灵顿站主入口于2009年5月31日竣工并正式再次开放，伯克利街入口改为紧急出口。为庆祝车站建造时发掘出古代鱼堰，罗斯·米勒为车站候车区设计了描绘古代鱼堰出土场景的平面艺术画。

## 车站结构

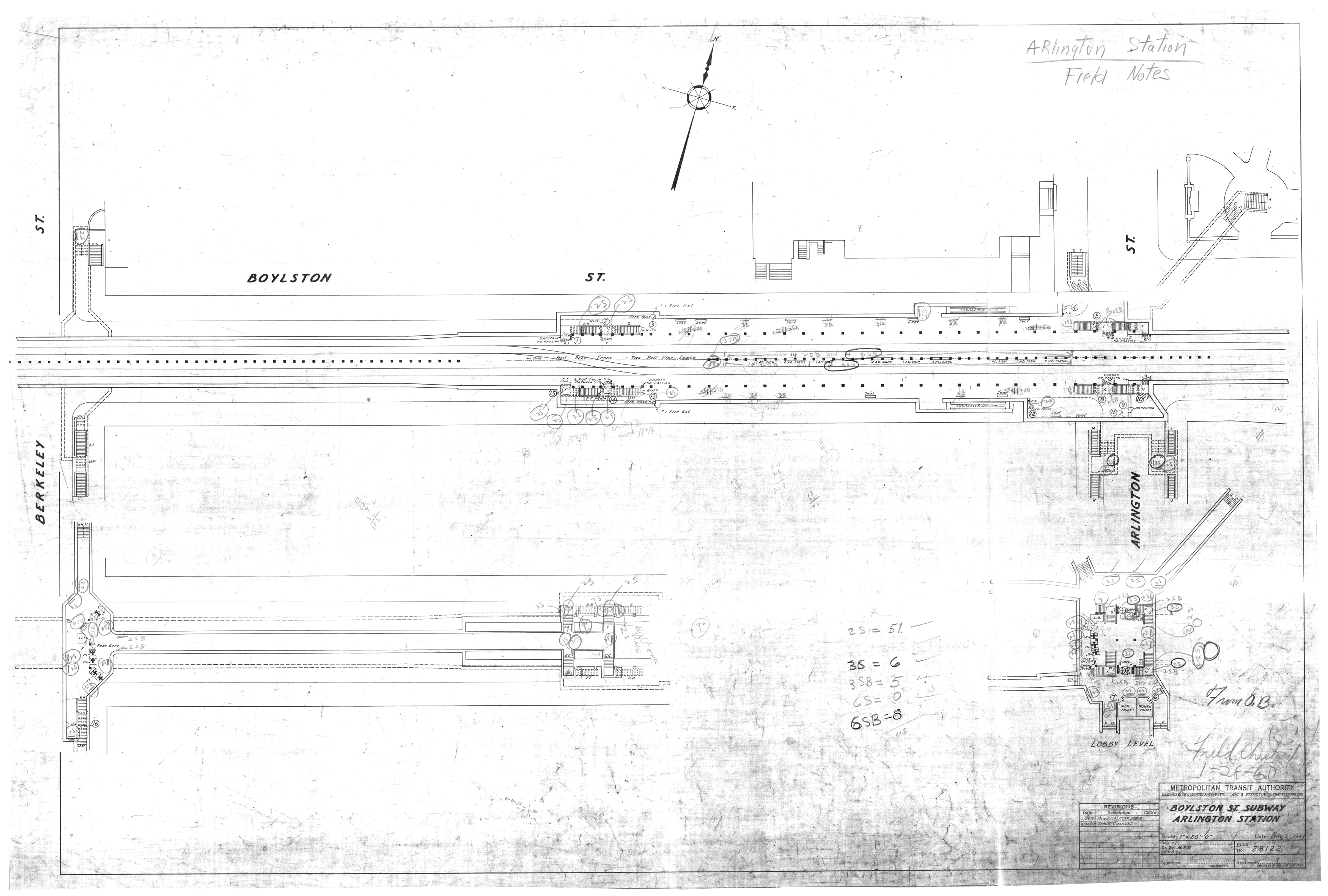
1949年车站设计图

车站的构造在建成后一直保持不变。车站设有两股车道，通常情况下开放位于阿灵顿街与博伊尔斯顿街路口的三个出入口。这些出入口均可通向夹层，与不同方向站台相连。不像绿线上其他车站，阿灵顿站站内可以换乘反向行驶的列车。截至2016年12月，马萨诸塞湾交通局有考虑重新启用伯克利街入口，并为该入口增加升降电梯。
| G    | 地面               | 出入口                                                  |
| 夹层 | -                  | 站台间过道，检票口，通往出入口                          |
| B1   | 侧式站台，右侧开门 | 侧式站台，右侧开门                                      |
| B1   | 出城               | 往波士顿学院、克利夫兰环岛、河滨或希思街 （科普利）     |
| B1   | 入城               | 往公园街、政府中心、波士顿北站或莱希米尔 （博伊尔斯顿） |
| B1   | 侧式站台，右侧开门 |                                                         |